# Paul Feig
Paul Feig, de son vrai nom Paul Samuel Feig, né le 17 septembre 1962 à Royal Oak, dans le Michigan, aux (États-Unis), est un acteur, réalisateur, scénariste et producteur américain.

## Biographie

### Enfance
Né à Royal Oak, dans le Michigan, Feig a vécu à Mount Clemens. Il est diplômé de la Chippewa Valley High School de Clinton Charter Township en 1980, suivi de l'USC School of Cinematic Arts de Los Angeles quatre années plus tard.

### Carrière

#### Débuts en tant qu'acteur (1986-1997)
Ses débuts d'acteur se font dans la seconde moitié des années 1980, mais ses rôles les plus notables sont celui de Stanley dans Ski Patrol (en), Tim, directeur d'un camp pour obèse dans La Colo des gourmands et le professeur de sciences Eugene Pool dans la première saison de Sabrina, l'apprentie sorcière, tout en enchaînant des apparitions au cinéma (That Thing You Do!, Président ? Vous avez dit président ?, Harvard à tout prix, En cloque, mode d'emploi, Walk Hard).

#### Révélation télévisuelle (1997-2011)
Mais c'est derrière la caméra, en tant que réalisateur et scénariste qu'il va se faire une réputation : en 1999, il crée et co-produit la comédie dramatique adolescente Freaks and Geeks, qui échoue en termes d'audiences, mais est acclamée par la critique, et devient ainsi culte au bout de son unique saison. Il essaye alors de passer au grand écran : mais en 2003, le film dramatique I Am David, qu'il écrit et réalise, est un échec critique et commercial. Il revient donc à la télévision.
Il met donc en scène des épisodes de l'acclamée comédie Arrested Development entre 2004 et 2005. Et devient dans la foulée un réalisateur régulier de la comédie The Office, enfin un succès d'audiences. Il tente alors parallèlement de revenir au cinéma juste en réalisateur : la comédie Enfants non accompagnés parvient à peine à rembourser son budget.
Il continue donc à se diversifier à la télévision en mettant en scène des épisodes de Bored to Death, Mad Men et Weeds. Il repasse à la production pour les deux premières saisons de la comédie dramatique Nurse Jackie, dont il réalise une douzaine d'épisodes.

#### Confirmation cinématographique (2011-)
L'année 2011 marque un tournant : il réalise son dernier épisode de télévision en mettant en scène l'épisode de The Office marquant le départ de Steve Carell. Et il rencontre enfin le succès critique et commercial avec la comédie Mes meilleures amies, avec 288 millions de dollars de recettes mondiales, écrit par Kristen Wiig et Annie Mumolo.
Il enchaîne en 2013 avec le buddy-movie au féminin Les Flingueuses, qui associe la révélation de Mes meilleures amies, Melissa McCarthy, et la star Sandra Bullock. Le film convainc moins la critique, mais parvient à remplir les salles américaines.
En 2015, il confirme ce glissement vers le cinéma d'action, avec la comédie d'espionnage Spy, où il entoure cette fois Melissa McCarthy de Jude Law et Jason Statham. Il repasse enfin à l'écriture pour ce projet. Le film fonctionne moins aux États-Unis mais s'exporte bien, aidé par une critique très positive.
Un an avant, il est déjà annoncé comme réalisateur-scénariste d'un reboot « au féminin » de SOS Fantômes. SOS Fantômes (Ghostbusters), sorti en 2016.
Il réalise ensuite le thriller L'Ombre d'Emily, adaptation d'un roman de Darcey Bell, avec Anna Kendrick et Blake Lively. Le film reçoit des critiques généralement positives de la part de la presse américaine et réalise de bonnes performances au box-office. Il met ensuite en scène la comédie romantique Last Christmas, sortie en 2019.
Il réalise ensuite le film fantastique L'École du bien et du mal (The School for Good and Evil), sorti en 2022 sur Netflix. Il enchaine avec la comédie d'action Jackpot sortie à l'été en 2024 sur Prime Video. Il réalise ensuite la suite de son film de 2018 : L'Ombre d'Emily 2, elle aussi prévue sur la plateforme d'Amazon.

## Filmographie

### Comme acteur
- 1986 : It's Garry Shandling's Show (série télévisée) : Chester Bass
- 1987 : Trois heures, l'heure du crime (Three O'Clock High) de Phil Joanou : l'étudiant chargé de la surveillance des couloirs
- 1987 : Zombie High (en) de Ron Link (en) : Emerson
- 1988 : Dirty Dancing (en) (série télévisée) : Norman Bryant
- 1990 : Ski Patrol (en) de Richard Correll : Stanley
- 1991 : Good Sports (en) (série télévisée) : Leash
- 1992 : The Jackie Thomas Show (en) (série télévisée) : Bobby Wynn
- 1992 : The Edge (série télévisée) : divers personnages
- 1994 : Y a-t-il un flic pour sauver Hollywood ? (Naked Gun 33 1/3: The Final Insult) : un membre du public des Oscars
- 1995 : The TV Wheel (en) (TV)
- 1995 : La Colo des gourmands (Heavy Weights) : Tim
- 1996 : That Thing You Do! : KMPC D.J.
- 1996 : Président ? Vous avez dit président ? (My Fellow Americans) : le reporter no 2
- 1997 : Statical Planets de Joel Hodgson : Renfester
- 1997 : Life Sold Separately : Clark
- 2000 : Bad Dog : Messager
- 2002 : Harvard à tout prix (Stealing Harvard) : l'électricien
- 2003 : I Am David : l'Américain
- 2018 : John McHale Show : lui-même

### Comme réalisateur
- 1997 : Life Sold Separately
- 2001 : Les Années campus (Undeclared) (série télévisée)
- 2003 : I Am David
- 2004-2005 : Arrested Development (série télévisée)
- 2006 : Enfants non accompagnés (Unaccompanied Minors)
- 2011 : Mes meilleures amies (Bridesmaids)
- 2013 : Les Flingueuses (The Heat)
- 2015 : Spy
- 2016 : SOS Fantômes (Ghostbusters)
- 2018 : L'Ombre d'Emily (A Simple Favor)
- 2019 : Last Christmas
- 2022 : L'École du bien et du mal (The School for Good and Evil)
- 2024 : Jackpot
- 2025 : L'Ombre d'Emily 2 (Another Simple Favor)
- 2025 : La Femme de ménage (The Housemaid)

### Comme scénariste
- 1995 : The TV Wheel (en) (TV)
- 1997 : Life Sold Separately
- 2003 : I Am David
- 2015 : Spy
- 2016 : SOS Fantômes (Ghostbusters)

### Comme producteur
- 1999 : Freaks and Geeks
- 2008-2009: The Office
- 2009-2010: Nurse Jackie
- 2011 : Mes meilleures amies (Bridesmaids)
- 2013 : Les Flingueuses (The Heat)
- 2015 : Spy
- 2017 : Larguées (Snatched) de Jonathan Levine
- 2018 : L'Ombre d'Emily (A Simple Favor)
- depuis 2020 : Love Life
- 2022 : L'École du bien et du mal (The School for Good and Evil)
- 2024 : Jackpot
- 2025 : L'Ombre d'Emily 2 (Another Simple Favor)
- 2025 : La Femme de ménage (The Housemaid)